# 俊 (姓)
俊（しゅん）は、漢姓の一つ。

## 朝鮮の姓
俊（しゅん、チュン、朝: 준）は、朝鮮人の姓の一つである。  

### 氏族
《高麗史》によると、936年(太祖19年)王建が後百済の甄神剣と利川で最後の決戦をする時に右翼に参戦した俊良将軍、第4代光宗の時の大相の俊弘、第20代神宗の時の俊存庇将軍などの名前が現われるが、現在の俊との関係はわからない。
| 氏族（地域） | 創始者 | 割合 (%) （2000年） |
| ------------ | ------ | ------------------- |
| 清州俊氏     |        |                     |

### 人口と割合
1930年度国勢調査当時忠南舒川郡鍾川面席村里に俊成官の1世帯があった.
| 年度   | 人口 | 世帯数 | 順位         | 割合 |
| ------ | ---- | ------ | ------------ | ---- |
| 1930年 |      | 1世帯  |              |      |
| 1960年 | 18人 |        | 258姓中235位 |      |
| 1985年 |      |        | 274姓中243位 |      |
| 2000年 | 72人 |        |              |      |